# Aloe buchananii
Aloe buchananii ist eine Pflanzenart der Gattung der Aloen in der Unterfamilie der Affodillgewächse (Asphodeloideae). Das Artepitheton buchananii ehrt den schottischen Geistlichen John Buchanan (1821–1903), der von 1861 bis 1877 in Südafrika wohnte.

## Beschreibung

### Vegetative Merkmale
Aloe buchananii wächst stammlos oder kurz stammbildend, ist meist einfach oder bildet Klumpen. Der Stamm erreicht eine Länge von bis zu 20 Zentimeter. Die Wurzeln sind spindelförmig. Die dreieckigen Laubblätter sind zweizeilig angeordnet oder bilden mit der Zeit Rosetten. Die grüne Blattspreite ist 60 Zentimeter lang und 4 bis 6 Zentimeter breit. Auf ihr befinden sich zur Basis hin wenige zerstreute, verlängerte, trübweiße Flecken. Die Blattunterseite ist stärker gefleckt. Die Zähne am schmalen, durchscheinenden, knorpeligen Blattrand sind 0,5 Millimeter lang und stehen 8 bis 15 Millimeter voneinander entfernt. Zur Blattspitze hin fehlen die Randzähne.

### Blütenstände und Blüten
Der einfache Blütenstand erreicht eine Länge von 60 bis 80 Zentimeter. Die dichten, zylindrisch spitz zulaufenden Trauben sind 15 bis 20 Zentimeter lang und 7 Zentimeter breit. Die eiförmig-spitzen und kleinspitzig zugespitzten, fleischigen, hellrosafarbenen Brakteen weisen eine Länge von 25 bis 30 Millimeter auf und sind 10 bis 12 Millimeter breit. Im frühen Knospenstadium sind sie ziegelförmig angeordnet. Die lachsrosafarbenen oder hell korallenroten Blüten stehen an 35 bis 40 Millimeter langen Blütenstielen. Die Blüten sind 30 Millimeter lang und an ihrer Basis kurz verschmälert. Auf Höhe des Fruchtknotens weisen die Blüten einen Durchmesser von 10 bis 11 Millimeter auf. Darüber sind sie zur Mündung verengt. Ihre äußeren Perigonblätter sind fast nicht oder vollständig nicht miteinander verwachsen. Die Staubblätter und der Griffel ragen bis 1 Millimeter aus der Blüte heraus.

## Systematik und Verbreitung
Aloe buchananii ist im Süden von Malawi auf Waldland in Höhen von 1150 bis 1940 Metern verbreitet.
Die Erstbeschreibung durch John Gilbert Baker wurde 1895 veröffentlicht.

## Nachweise